# Hưng Liêu

Bản đồ Hưng Liêu đế quốc năm 1029

Hưng Liêu đế quốc (흥료제국, 大興遼帝國) (1029–1030) được thành lập bởi Đại Diên Lâm (Dae Yeon-rim), người là hậu duệ trực hệ đời thứ 7 của Bột Hải Cao Vương, người sáng lập nên Bột Hải.
Đại Diên Lâm gia nhập quân đội nhà Liêu ở vào độ tuổi chưa rõ (có thể là sau năm 1007) và cuối cùng được nhà Liêu (đời vua Liêu Thánh Tông) phong tướng quân ở Đông Kinh (nay là Liêu Dương, Liêu Ninh, Trung Quốc) và được giao quản lý các phủ miền Trung của nhà Liêu. Trong khi phục tùng với cương vị một tướng của nhà Liêu, Đại Diên Lâm đã mơ tưởng về việc tái lập hào quang của vương quốc Bột Hải trước đây, và bắt đầu tập hợp những người có nguồn gốc Bột Hải. Một phò mã của Liêu Thánh Tông là Đại Lực Thu (大力秋), một người gốc Bột Hải và là phu quân của Lâm Hải công chúa Gia Luật Trường Thọ - con gái thứ 8 của Liêu Thánh Tông, cũng đi theo Đại Diên Lâm để chuẩn bị nổi dậy chống lại nhà Liêu.
Nhân lúc vua Liêu Thánh Tông cố gắng tăng thuế đối với những người có nguồn gốc Bột Hải đang sống trong lãnh thổ nhà Liêu, mùa hè năm 1029, Đại Diên Lâm (khi đó đã hơn 40 tuổi) cùng Đại Lực Thu chỉ huy quân dân Bột Hải đánh chiếm thành Đông Kinh (nay là Liêu Dương, Liêu Ninh, Trung Quốc) làm căn cứ chính. Đại Diên Lâm đã bắt và giết chết các thủ lĩnh người Khiết Đan trong thành như ủy viên thu thuế của Hộ bộ, các Binh bộ thị lang của nhà Liêu. Hai công chúa của Liêu Thánh Tông là Nam Dương cơng chúa Gia Luật Thôi Bát (con gái thứ tư của Liêu Thánh Tông) và Trường Ninh công chúa Gia Luật Dao Ca (con gái thứ năm của Liêu Thánh Tông) cùng các phu quân của họ là Tiêu Hiếu Tiên (phu quân của Gia Luật Thôi Bát) và Tiêu Dương Lục (phu quân của Gia Luật Dao Ca) bị Đại Diên Lâm giam giữ. Sau đó Đại Diên Lâm chia quân cho các tướng đi đánh chiếm 50 châu ở bán đảo Liêu Đông của nhà Liêu (đời vua Liêu Thánh Tông). Cuối cùng Đại Diên Lâm đã lập nên Hưng Liêu đế quốc trong năm 1029 tại bán đảo Liêu Đông, khu vực phía tây của lãnh thổ vương quốc Bột Hải trước đó.
Đại Diên Lâm tự xưng là Thiên Hưng hoàng đế (天興皇帝), đặt quốc hiệu là Hưng Liêu quốc (興遼國, 흥료국), chọn niên hiệu là "Thiên Khánh" (天慶), định đô tại Đông Kinh (nay là Liêu Dương, Liêu Ninh, Trung Quốc). Chính quyền nhà Liêu của vua Liêu Thánh Tông bị rung chuyển vì Đại Diên Lâm chỉ cần chiếm thêm vài thành trì nữa là có thể đánh chiếm kinh đô Lâm Hoàng (臨潢, nay thuộc Xích Phong, Nội Mông, Trung Quốc) của nhà Liêu.
Thiên Hưng hoàng đế Đại Diên Lâm đã cử một đại sứ đến Cao Ly (đời vua Cao Ly Hiển Tông) để yêu cầu hỗ trợ quân sự. Vua Cao Ly Hiển Tông đã gửi một số quân đội Cao Ly bắc tiến tấn công vào lãnh thổ nhà Liêu. Tuy nhiên quân Liêu do Gia Luật Bộc Nô (Yelu Punu) chỉ huy đã đẩy lùi họ và trục xuất quân đội Cao Ly về nam. Một số quan lại của Cao Ly lại tìm cách đối đầu thêm với nhà Liêu và đã gửi thêm một đạo quân đến chi viện cho Hưng Liêu đế quốc, nhưng đoàn ngoại giao Cao Ly và giới quý tộc, học giả đã yêu cầu vua Cao Ly Hiển Tông phải thận trọng. Vua Cao Ly Hiển Tông sau đó quyết định từ bỏ các hoạt động quân sự chống lại nhà Liêu. Mặc dù vậy, Thiên Hưng hoàng đế Đại Diên Lâm và người Bột Hải vẫn tiếp tục gửi các sứ giả đến Cao Ly để yêu cầu hỗ trợ cho họ chống lại nhà Liêu nhưng đều bị vua Cao Ly Hiển Tông từ chối giúp đỡ. Những người Bột Hải khác đang phục vụ trong quân đội nhà Liêu cũng từ chối gia nhập Hưng Liêu của Thiên Hưng hoàng đế Đại Diên Lâm. Thay vào đó chỉ có một số ít người Nữ Chân gia nhập Hưng Liêu của Đại Diên Lâm. Nhiều người tham gia cuộc nổi dậy của Đại Diên Lâm có lẽ đã nhận ra sự yếu kém của triều đại mới và chạy trốn đến Cao Ly trước khi nó sụp đổ.
Hưng Liêu của Thiên Hưng hoàng đế Đại Diên Lâm đã giành được sự chú ý của nhiều người Bột Hải, liên minh với người Nữ Chân và Cao Ly, và phát triển cho đến năm 1030, khi nhà Liêu (đời vua Liêu Thánh Tông) đã cử một đội quân do Gia Luật Bộc Nô (Yelu Punu) chỉ huy đến chinh phục quốc gia này. Bốn nhóm sứ giả Hưng Liêu được Đại Diên Lâm cử sang Cao Ly cầu viện, trong đó ba nhóm đầu đã đến Cao Ly và về tay trắng, còn nhóm cuối cùng do Lee Kwang Rok dẫn đầu thì mới vừa khởi hành nên chưa đến Cao Ly. Quân đội Hưng Liêu và các đồng minh Nữ Chân và Cao Ly đã bị đánh bại bởi một cuộc tấn công gọng kìm do Gia Luật Bộc Nô chỉ huy. Liên tục bị quân Liêu đánh bại, 50 châu của Hưng Liêu đế quốc ở bán đảo Liêu Đông đều lần lượt rơi vào tay quân Liêu. Hưng Liêu đế quốc của Thiên Hưng hoàng đế Đại Diên Lâm chỉ còn kinh đô Đông Kinh. Quân Liêu của Gia Luật Bộc Nô tiến hành bao vây Đông Kinh. Tức giận, Đại Diên Lâm đem hai công chúa của Liêu Thánh Tông là Nam Dương công chúa Gia Luật Thôi Bát và Trường Ninh công chúa Gia Luật Dao Ca, cùng hai phò mã của Liêu Thánh Tông là Tiêu Hiếu Tiên và Tiêu Dương Lục, lên tường thành rồi cho chém đầu tất cả bọn họ. Quân Liêu của Gia Luật Bộc Nô thấy vậy thì nổi giận, liên tục mở các đợt tấn công vào thành. Quân Hưng Liêu của Thiên Hưng hoàng đế Đại Diên Lâm trong thành Đông Kinh tiếp tục giao tranh kịch liệt với quân Liêu.
Sự sụp đổ của Hưng Liêu đế quốc là một việc rất bi kịch, do một kẻ phản bội tên là Yang Xiangshi, người là phó lãnh đạo của chính Đại Diên Lâm. Khi nhà Liêu xâm lược và cố gắng chinh phục đế quốc, trong tất cả cửa thành của kinh đô Đông Kinh chỉ còn một cửa là đứng vững. Nhưng cửa thành cuối cùng đó cũng đã bị mở từ bên trong bởi Yang Xiangshi. Quân Liêu của Gia Luật Bộc Nô ồ ạt tràn vào Đông Kinh như thác lũ và cuối cùng đã dẫn đến sự sụp đổ của một đế quốc Hưng Liêu ngắn ngủi.
Sau chỉ một năm tồn tại, Hưng Liêu đế quốc của Đại Diên Lâm đã sụp đổ dưới tay chính phó tướng Yang Xiangshi của ông ta. Thiên Hưng hoàng đế Đại Diên Lâm bị nhà Liêu bắt và bị xử tử, hưởng thọ 43 tuổi. Đại Lực Thu (大力秋) có liên quan đến sự biến Đại Diên Lâm nên cũng bị nhà Liêu bắt và bị xử tử dù ông ta có là phò mã của Liêu Thánh Tông. Thê tử của Đại Lực Thu là Lâm Hải công chúa Gia Luật Trường Thọ (con gái thứ 8 của Liêu Thánh Tông) sau này cải giá với Tiêu Cổ (萧古). Lịch sử không còn rõ số phận của các tướng trung thành với Đại Diên Lâm. Giới quý tộc Bột Hải cũ bị nhà Liêu di dời đến gần Kinh đô tối cao của nhà Liêu để dễ kiểm soát trong khi những người Bột Hải khác thì chạy trốn đến Cao Ly. Sau đó, vua Cao Ly Hiển Tông của Cao Ly thấy vậy đã xưng thần nạp cống với người Khiết Đan nhà Liêu.
Đoàn sứ giả cuối cùng của Hưng Liêu đế quốc do Lee Kwang Rok dẫn đầu đã đến Cao Ly sau khi nhà nước Hưng Liêu đế quốc đã bị nhà Liêu phá hủy. Họ đã ở lại Cao Ly thay vì quay trở về. Nhà sử học Alexander Kim coi nhóm này là những người tị nạn Bột Hải chứ không phải thành viên của phái đoàn sứ giả. Alexander Kim tin rằng vào thế kỷ 11, người Bột Hải sống dưới sự cai trị của nhà Liêu bắt đầu coi Cao Ly là một quốc gia thù địch mà người Bột Hải từng không nhận được hỗ trợ đầy đủ.
Hậu duệ của vương quốc Bột Hải là vương quốc Ô Nha vẫn cai trị vùng đất xung quanh kinh thành Ô Xá (nay là Ninh An, Hắc Long Giang, Trung Quốc). Đến năm 1114 thì vương quốc Ô Nha mới bị bộ tộc Nữ Chân (đời thủ lĩnh Hoàn Nhan A Cốt Đả) tiêu diệt và bị sáp nhập vào bộ tộc Nữ Chân.